# Mali i Krrabit
Mali i Krrabit är ett berg i Albanien.   Det ligger i prefekturen Qarku i Shkodrës, i den norra delen av landet, 90 km norr om huvudstaden Tirana. Toppen på Mali i Krrabit är 1 680 meter över havet, eller 835 meter över den omgivande terrängen. Bredden vid basen är 10,7 km.
Terrängen runt Mali i Krrabit är kuperad åt nordost, men åt sydväst är den bergig.   Runt Mali i Krrabit är det ganska glesbefolkat, med 27 invånare per kvadratkilometer.. 
I omgivningarna runt Mali i Krrabit växer i huvudsak blandskog.